# Теодор Фішер
Теодор Фішер (нім. Theodor Fischer; 28 травня 1862, Швайнфурт, Баварія — 25 грудня 1938, Мюнхен, Німеччина) — німецький архітектор і педагог.

## Біографія
Теодор Фішер почав планувати й утілювати в життя проекти громадських житлових будівель для Мюнхена в 1893 році. Він був співзасновником і першим головою Німецької робітничої федерації (Deutscher Werkbund, 1907), а також членом німецької версії руху Garden city movement. У 1909 році Фішер прийняв посаду професора архітектури в Технічному університеті Мюнхена.
Серед найвідоміших учнів Т. Фішера — представники цілої плеяди німецьких архітекторів Пауль Бонац (Paul Bonatz), Гуго Герінг (Hugo Häring), Ернст Май, Еріх Мендельсон (Erich Mendelsohn), Бруно Таут (Bruno Taut), Герман Бестельмайєр (German Bestelmeyer), Пауль Шміттгеннер (Paul Schmitthenner), а також відомий нідерландський зодчий Якобус Ауд.
У своїй творчості Теодор Фішер — в основі своїй імітатор історичних стилів, наслідувач історизму, шукач напрямку і стилю, які б найбільше відповідали німецькій традиції, його власне відкриття виразних якостей каміння в архітектурі вплинуло на багатьох його учнів, а його натужні пошуки більш «фолькового» стилю німецького зодчества частково пояснюють націоналістичні висловлювання архітектора на початку Третього рейху. Фішер охарактеризував свій власний стиль, як щось середнє між історизмом і модерном. Він намагався завжди працювати в місцевих умовах, враховуючи соціально-культурний характер у регіоні, спостерігаючи особисто за соціальним ефектом від реалізації своїх планів.